# Stacyville (Maine)
Stacyville est une ville située dans l’État américain du Maine, dans le comté de Penobscot.

## Géographie
|  | Patten (Maine)  | Crystal (Maine)      |
|  | Stacyville      |                      |
|  | Sherman (Maine) | Silver Ridge (Maine) |